# Carlos Grandmasson Rheingantz
Carlos Grandmasson Rheingantz (Petrópolis, 13 de fevereiro de 1915 — Petrópolis, 16 de agosto de 1988) foi um genealogista brasileiro.

## Biografia
Carlos Grandmasson Rheingantz nasceu em Petrópolis, filho de Gustavo Adolfo de Sá Rheingantz, neto paterno do fundador da Colônia São Lourenço, Jacob Rheingantz, e de Marguerite Modeste Claire Lucie Grandmasson, filha do engenheiro francês Antoine-Émile Grandmasson. Formado em Engenharia civil pela UFRJ, carreira que viria a deixar de lado para se dedicar ao ramo de corretagem de seguros. Pesquisador incansável, mergulhou fundo nos registros paroquiais do Rio de Janeiro Colónia e Império, legando à Genealogia brasileira um volume espantoso de dados e informações. Bolsista da Fundação Gulbenkian, completou em Portugal os levantamentos iniciados no Brasil.
Foi um dos fundadores do Colégio Brasileiro de Genealogia e o seu grande nome. Eleito presidente em 1958 e reeleito em 1961, viria depois a ser designado seu presidente vitalício. Foi membro do Instituto Histórico e Geográfico Brasileiro e dos Institutos de Petrópolis e do Rio Grande do Sul.
Seu interesse especial pela genealogia de famílias gaúchas, principalmente de Bagé, veio do fato de ser filho de um gaúcho e ser casado com Ada Maria de Sá Valentin, natural daquela cidade.
Carlos Grandmasson Rheingantz escreveu vários trabalhos publicados e deixou vários trabalhos ainda inéditos, entre os quais Famílias Primeiras de Bagé, cujos originais vêm perseguindo editoração há quatorze anos. A Livraria Brasiliana Editora editou no Rio de Janeiro em 1965 e 1967 os volumes 1 e 2 de seu trabalho Primeiras Famílias do Rio de Janeiro (Séculos XVI e XVII), em 3 volumes. O volume 3 vem sendo editado em fascículos pelo Colégio Brasileiro de Genealogia.
Nos últimos anos de sua vida, em Petrópolis, dedicou-se à pesquisa genealógica dos primitivos colonos da cidade, chegando a publicar numerosos artigos sobre o tema na imprensa daquela localidade.

## Trabalhos
Carlos Grandmasson Rheingantz escreveu, entre outros, os seguintes trabalhos:

### Trabalhos publicados
- Rheingantz, Carlos G.. Genealogia da Família Sá no Brasil. Anuário Genealógico Brasileiro II, 367.
- Rheingantz, Carlos G.. Jacob Rheingantz — Fundador da Colônia de São Lourenço - Seus Ascendentes e Descendentes. Revista Genealógica Brasileira II, 261. (Jacob sendo seu bisavô)
- Os Últimos Povoadores da Colónia do Sacramento — Notas Genealógicas
- Uma Família de Marinheiros — Descendência da família Lamare
- Rheingantz, Carlos G.; Felizardo, Jorge G.. João Rodrigues da Silva e sua Descendência. Gráfica Guarany Ltda, 1ª Edição, Rio de Janeiro 1952-1953.
- Rheingantz, Carlos G.. Rio Seiscentista — A Família Botafogo. Revista Brasil Genealógico I, nº 1 a 3.
- Rheingantz, Carlos G.. Titulares do Império. Genealogia Carioca título I.
- Genealogia Carioca
- A Família Faro — Ascendência e Descendência
- Rheingantz, Carlos G.. Primeiras Famílias do Rio de Janeiro (Séculos XVI e XVII). (3 volumes). Volumes 1 e 2. Livraria Brasiliana Editora, Rio de Janeiro 1967.
- Rheingantz, Carlos G.. Os Miranda de Pedra de Légua. Revista Genealógica Brasileira, IV, 209.
- Rheingantz, Carlos G.. Povoamento de Rio Grande de São Pedro – A Contribuição da Colônia do Sacramento.  Anais do Simpósio Comemorativo do Bicentenário da Restauração do Rio Grande – 1776-1976.
- Famílias francesas no sul do Rio Grande do Sul ( Rio Grande, Pelotas e Bagé )
- Verbetes Genealógicos Calado de Miranda e Figueiredo
- Achegas Genealógicas à Ascendência Brasileira de Luiz Alves de Lima e Silva – Duque de Caxias -  em colaboração com Carlos Sayão Dantas;
- Rheingantz, Carlos G.. O Falso Título do Visconde com Grandeza de Serro Azul. Revista Brasil Genealógico.

### Trabalhos inéditos
- Famílias Primeiras de Bagé, cujos originais vêm perseguindo editoração há quatorze anos.
- Volume 3 de Rheingantz, Carlos G., Primeiras Famílias do Rio de Janeiro (Séculos XVI e XVII), em 3 volumes, vem sendo editado pelo Colégio Brasileiro de Genealogia. Os volumes 1 e 2 foram editados pela Livraria Brasiliana Editora, Rio de Janeiro 1967.

## Literatura
- Instituto Histórico e Geográfico Brasileiro. Revista do Instituto Histórico e Geográfico Brasileiro: Volumes 280-282. 1969.